# Art Garfunkel
Art Garfunkel, nome artístico de Arthur Ira Garfunkel (Nova Iorque, 5 de novembro de 1941) é um cantor e ator norte-americano conhecido por ter formado, entre 1958 e 1970, com seu amigo íntimo de infância, Paul Simon, o qual conheceu na escola, a dupla Simon & Garfunkel. Juntos, fizeram êxitos como The Boxer e Bridge over Troubled Water.

## Discografia

### Álbuns solo
- Angel Clare (1973)
- Breakaway (1975) (US #9 UK #7)
- Watermark (1977) (US #19 UK #25)
- Fate for Breakfast (1979) (US #67 UK #2)
- Scissors Cut (1981) (US #113 UK #51)
- The Art Garfunkel álbum (1984) (UK #12)
- The Animals Christmas Album (com Amy Grant) (1986)
- Lefty (1988) (US #134)
- Garfunkel (1989) (compilação)
- Up 'til Now (1993)
- Across America (live) (1997)
- Songs from a Parent to a Child (1997)
- Everything Waits to Be Noticed (2002)
- Some Enchanted Evening (2007)

### Singles
- All I Know (1973)
- I Shall Sing (1973)
- Second Avenue (1974)
- Breakaway (1975)
- I Only Have Eyes For You (1975)
- Crying in my Sleep (1977)
- (What A) Wonderful World (1977)
- Since I Don't Have You (1979 )
- Bright Eyes (1979)
- A Heart in New York (1981)

## Filmografia
- Catch-22 (1970)
- Carnal Knowledge (1971)
- Bad Timing (1980)
- Good to Go (aka Short Fuse) (1986)
- Boxing Helena (1993)
- The Rebound (2009)